# Давні (Айдахо)
Ця стаття про місто Дауні штату Айдахо. Про місто Дауні в штаті Каліфорнія див. Дауні (Каліфорнія)
 Давні (англ. Downey) — місто в окрузі Беннок, штат Айдахо, США. Належить до агломерації Покателло. Розташоване за 56 км на південний схід від окружного центру, міста Покателло. Згідно з переписом 2010 року населення становило 625 осіб, що на 12 осіб більше, ніж 2000 року.
Засноване 1907 року мормонами.

## Географія
Давні розташоване за координатами 42°25′44″ пн. ш. 112°7′25″ зх. д. / 42.42889° пн. ш. 112.12361° зх. д. (42.428889, -112.123502). На висоті в 4860 футів (1480 м) на Marsh velley. Воно лежить на шляху проходження американського Шосе 91. За даними Бюро перепису населення США, місто має загальну площу 1,0 квадратну милю (2,5 км²), з яких 2,5 км² землі та 0,0 км² води.

## Клімат
Помірний клімат, де середня температура −8,5 в січні і 23,7 в липні.
Середня кількість опадів у Давні, штат Айдахо в січні становить 0,29 мм, у липні вона становить 0,73 мм.

## Демографія

### Перепис 2010 року
Згідно з переписом 2010 року, у місті проживало 625 осіб у 255 домогосподарствах у складі 168 родин. Густота населення становила 243,7 особи/км². Було 290 помешкань, середня густота яких становила 113,1/км². Расовий склад міста: 98,1% білих, 0,2% індіанців, 0,8% тихоокеанських остров'ян, 0,5% інших рас, а також 0,5% людей, які зараховують себе до двох або більше рас. Іспанці і латиноамериканці незалежно від раси становили 1,6% населення.
Із 255 домогосподарств 27,1% мали дітей віком до 18 років, які жили з батьками; 55,3% були подружжями, які жили разом; 5,1% мали господиню без чоловіка; 5,5% мали господаря без дружини і 34,1% не були родинами. 30,6% домогосподарств складалися з однієї особи, у тому числі 19,6% віком 65 і більше років. В середньому на домогосподарство припадало 2,45 мешканця, а середній розмір родини становив 3,13.
Середній вік жителів міста становив 47,1 року. Із них 27,2% були віком до 18 років; 5% — від 18 до 24; 16,6% від 25 до 44; 26,8% від 45 до 64 і 24,6% — 65 років або старші. Статевий склад населення: 49,8% — чоловіки і 50,2% — жінки.
Середній дохід на одне домашнє господарство  становив 45 036 доларів США (медіана — 33 056), а середній дохід на одну сім'ю — 56 097 доларів (медіана — 45 625). За межею бідності перебувало 13,8 % осіб, у тому числі 19,8 % дітей у віці до 18 років та 0,0 % осіб у віці 65 років та старших.
Цивільне працевлаштоване населення становило 208 осіб. Основні галузі зайнятості: освіта, охорона здоров'я та соціальна допомога — 23,6 %, будівництво — 16,8 %, роздрібна торгівля — 14,9 %.

### Перепис 2000 року
Перепис населення 2000 року налічував 613 осіб і 165 сімей, що проживають в місті. Існували 264 одиниць житла.
Расовий склад міста: 97,39% білих; 0,49% корінних американців; 0,16% азіатів; 0,49% жителів тихоокеанських островів; 1,31% з інших рас.
Мешкало 233 сім'ї, з яких 32,2% мали дітей віком до 18 років, які проживають з ними; 61,8% були подружні пари, які живуть разом; 6,0% були господинями без чоловіків, а 28,8% не мали родини.
27,0% всіх господарств складалися з окремих осіб, у тому числі 18,9% — з одиноких людей у віці 65 років та старших.
Віковий склад населення: 30,5% у віці до 18 років; 5,9% від 18 до 24 років; 22,2% від 25 до 44 років; 17,0% від 45 до 64 років і 24,5% віком 65 років та старших. Середній вік становив 39 років.
На кожні 100 жінок припадало 97,1 чоловіків.
 Середній дохід на домашнє господарство в місті становив $ 26667, а середній дохід на сім'ю був $ 34432. Чоловіки мали середній дохід $ 30781 проти $ 20500 для жінок. Дохід на душу населення в місті дорівнював $ 11908. Близько 12,7% сімей та 18,6% населення були нижче межі бідності, у тому числі 25,7% з них молодші за 18 років і 14,6% тих, хто в віці 65 років та старших.
За даними перепису населення 2006 року, чисельність населення міста становила 553 особи. Що на 60 осіб менше (9/8%).

## Релігія
- 75,4% — Церква Ісуса Христа Святих останніх днів
- 9,1% — Католицька церква
- 3,0% — Лютеранська церква
- 2,2 — Південна баптистська конвенція
- 1,6 — Об'єднана методистської церква[5]

## Зайнятість населення
Чоловіки:
- Транспорт та складування — 20,7%
- Роздрібна торгівля — 12,9%
- Нерухомість, оренда та лізинг — 12,9%
- Мистецтво, розваги та відпочинок — 9,3%
- Освітні послуги — 7,9%
- Охорона здоров'я та соціальна допомога — 7,1%
- Будівництво — 6,4%

Жінки:
- Роздрібна торгівля — 35,7%
- Будівництво — 14,3%
- Охорона здоров'я та соціальна допомога — 8,7%
- Освітні послуги — 7,9%
- Виробництво — 7,1%
- Нерухомість, оренда та лізинг — 6,4%
- Фінанси та страхування — 5,6%

Рівень безробіття до 2011 зріс до 9,2%.

## Інфраструктура міста
Офіс мера міста Дауні/Downey City Mayor's Office
Школа/ Downey Elementary School
Marsh Valley Senior Citizens Center
Банк/Ireland Bank
Перукарня/Roberta's Hair Design
Пошта/US Post Office
Продуктовий центр/Downey Food Center
Театр/Old Downey Theatre
Бібліотека
Ательє
Клініка/Downey Health West Clinic
Міський парк
2 церкви Церква Ісуса Христа Святих останніх днів
Аеропорт/Downey Hyde Memorial Airport
Склад-магазин пиломатеріалів/Downey Lumber Co

## Пам'ятки
Downata Hot Springs